# Aonach Mòr
Der Aonach Mòr (Großer Berg oder Großer Bergrücken auf Gälisch) ist ein Berg in Schottland. Er liegt an der schottischen Westküste in der Council Area Highland östlich von Fort William in direkter Nachbarschaft östlich vom Ben Nevis, dem höchsten Berg Großbritanniens. 

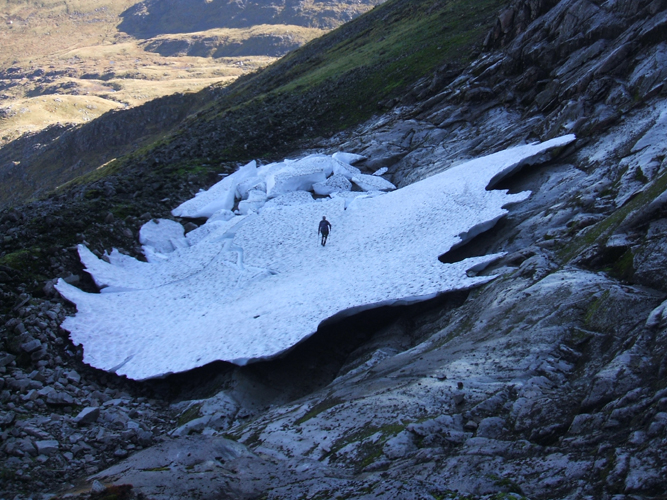
Ein Schneefeld am Aonach Mòr im Oktober 2007

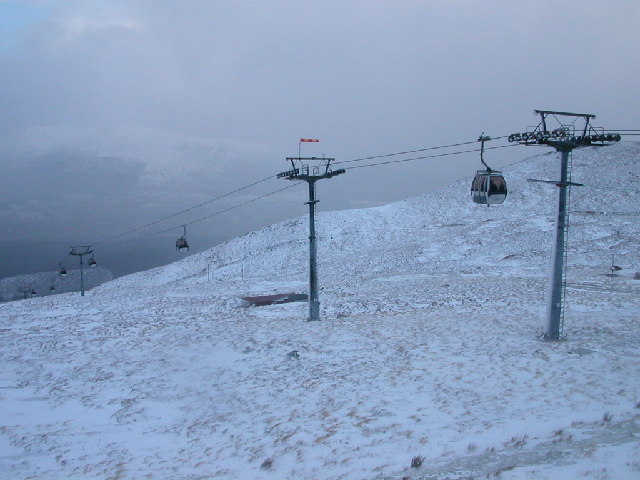
Die Gondelbahn der Nevis Range im Winter

Mit einer Höhe von 1.221 m (4.006 ft) ist der Aonach Mòr der achthöchste Berg Schottlands und zählt zu den höchsten Erhebungen Großbritanniens. Er ist zwar 13 m niedriger als der benachbarte Aonach Beag (Kleiner Berg oder Kleiner Bergrücken), vom Great Glen zwischen Spean Bridge und Fort William aus gesehen wirkt der Aonach Mòr jedoch massiger als der hinter ihm aufragende Aonach Beag. Beide Gipfel stellen die höchsten Punkte eines zunächst von Nord nach Süd verlaufenden Bergrückens dar, der im Südteil, etwa auf halber Strecke zwischen den beiden Gipfeln, durch einen schmalen Bealach mit dem benachbarten Càrn Mòr Dearg und dem anschließenden Ben Nevis verbunden ist. Sie sind als Munros eingeordnet. Während der Bergrücken nach Norden sehr breit und flach in das Great Glen ausläuft, fällt er nach Westen und vor allem Osten steil ab. Im Coire an Lochain an der Ostseite des Berges halten sich Schneefelder oft das ganze Jahr.
Auf den breiten Nordhängen des Aonach Mòr befindet sich seit 1989 das höchstgelegene britische Skigebiet Nevis Range. Das Skigebiet wird durch die einzige britische Gondelbahn und verschiedene Skilifte erschlossen. Im Sommer nutzen neben Wanderern vor allem Paraglider und Mountainbiker die Gondelbahn, deren Bergstation auf 655 Meter Höhe liegt. Auf der Downhill-Abfahrt der Nevis Range fanden bereits mehrfach Wettkämpfe des Mountainbike-Weltcups der UCI statt. 2007 und 2023 war sie Schauplatz der Mountainbike-Weltmeisterschaften.
Von der Bergstation kann der Gipfel des Aonach Mòr vergleichsweise leicht erwandert werden. Bei Munro-Baggern ist dieser Weg aber verpönt, der meistfrequentierte Weg unter Vermeidung der Gondelbahn führt durch das Glen Nevis und einen Aufstieg auf der Südseite der Aonachs.